# Guido Vergani
Guido Vergani (Milano, 18 marzo 1935 – Milano, 22 aprile 2005) è stato un giornalista e scrittore italiano.

## Biografia
Figlio di Orio Vergani, iniziò a lavorare per Tempo Illustrato  sotto la direzione di Arturo  Tofanelli nel 1959.
Negli anni settanta scrisse per Il Mondo e per il Corriere della Sera, passando, negli anni ottanta a  la Repubblica  prima come inviato speciale (costume, cronaca ma anche nera, politica e guerra) per poi diventarne il caporedattore delle pagine milanesi. Finita questa esperienza collaborò con  La Stampa e con  Panorama (sotto la direzione di Andrea Monti).
A metà anni novanta Ferruccio De Bortoli lo richiamò al Corriere della Sera dove chiuse la sua carriera facendosi molto amare per la rubrica Il Milanese e per la grande attenzione rivolta al Teatro alla Scala e alle problematiche legate al suo restauro.

## Opere
- Mesina (1968)
- Il delitto di piazzale Lotto (1973)
- Vestire i sogni (1981)
- Quando le persiane erano chiuse (1988)
- Giovanotti in camera (1995)
- Caro Coppi (1995)
- Un Buco nell'Anima (1996)
- Il Dizionario della Moda (1998)
- Maria Pezzi Missoni. Una vita per la moda, Skira, (1998)
- Paolo Grassi. Lettere 1942-1980,a cura di G. Vergani, Skira, (2004)